# 4-硝基苯甲酸炔丙酯
4-硝基苯甲酸炔丙酯是一种酯类有机物，化学式为C10H7NO4。它可由4-硝基苯甲酰氯和炔丙醇在三乙胺存在下反应制得。

## 反应
它和溴化苄、叠氮化钠在铜催化下反应，可以得到4-硝基苯甲酸(1-苄基-1,2,3-三唑-4-基甲酯)。